# Mary Brown's Centre
Mary Brown's Centre, tidigare Mile One Stadium och Mile One Centre, är en inomhusarena som ligger i St. John's, Newfoundland och Labrador i Kanada. Den har en publikkapacitet på upp till 7 000 åskådare beroende på arrangemang. Bygget av arenan inleddes i oktober 1998 och invigningen skedde i den 21 maj 2001. Den används som hemmaarena för Newfoundland Growlers sedan 2018, dessförinnan användes den av St. John's Maple Leafs (2001–2005), St. John's Fog Devils (2005–2008) och St. John's Icecaps (2011–2017).